# Космологичен нуклеосинтез
Космологичен нуклеосинтез е термин от астрофизиката, с който се нарича процесът на синтез на нови атомни ядра, протичащ във Вселената, т.е. образуването на химическите елементи. Има два основни типа такива процеси: първичен (образуване на леки ядра след Големия взрив) и звезден (ядрен синтез при горенето на звездите).

## Образуване на леки ядра след Големия взрив
Нуклеосинтезът при Големия взрив (първичен нуклеосинтез) е протекъл в самото начало на възникването на Вселената и е довел до образуването на различни леки ядра.
По време на първите три минути след Големия взрив са се образували обикновеният водород (H или 1H), деутерият (D или 2H), изотопите на хелия 3He и 4He и тежкият изотоп на лития 7Li. Тези изотопи се наричат „първични елементи“, за разлика от всички останали ядра, образувани по-късно.
Съвременното съотношение на тези елементи, както и ядрените им свойства се съгласуват добре с теорията за Големия взрив.

## Ядрен синтез при горенето на звездите
Голяма част от ядрата със средни размери се образуват в недрата на звездите. Още в началото на миналия век става ясно, че причината за светенето на звездите са ядрени реакции, при които леки ядра се сливат при огромните температури в центъра на звездата, като се отделя голямо количество енергия.
Цялата маса на звездата се преобразува в нови елементи бавно – през период от няколко милиона години при големите звезди (тъй като изгарянето им е бързо) до много милиарди години при по-малките звезди. Нашето Слънце свети вече около 5 милиарда години и ще продължава да свети още толкова, преди водородът в него да се превърне в хелий.

## Видове синтез
В зависимост от температурите и концентрациите на изходните елементи могат да протичат различни реакции на синтез, но основните са:
1. Протон-протонна реакция. При малките звезди като слънцето от 4 водородни атома се образува един атом хелий-4.
2. Въглерод-азот-кислороден цикъл. При големите звезди атом въглерод поглъща 4 протона в различни реакции, като накрая се връща в начално състояние след отделяне на хелий-4.
3. Тройна хелиева реакция. При нея три атома на хелий-4 се сливат в едно ядро на въглерод-12. Тази реакция протича при много високи температури и е характерна за късните етапи от съществуването на звездите, когато централната им част съдържа предимно хелий.
4. Синтез на по-тежки ядра. Когато и хелият свърши, умиращата звезда започва да се свива от гравитационните сили и температурата в ядрото ѝ се повишава. Въглеродът се трансформира в кислород, неон и други по-тежки ядра до достигане на енергетичното плато на най-голяма стабилност, което се състои от елементи като манган, желязо, кобалт и никел (атомни номера 25, 26, 27 и 28). Тези реакции отделят малко енергия и се извършват бързо – в последните етапи на звездна еволюция, преди звездата да избухне като свръхнова или да се превърне в бяло джудже.

### Образуване на тежки ядра при s-процес
Ядрата, по-тежки от медта (атомен номер 29) имат по-ниска енергия на връзката между нуклоните си и не могат да бъдат получени чрез ядрен синтез. Всички те се получават в резултат на неутронни реакции, при които първоначално средно по размери ядро започва серия от поглъщане на неутрони и в резултат на бета-разпад повишава атомния си номер (превръща се в ядро с повече протони).
Когато източникът на неутрони е слаб, процесът се нарича s-процес (s от slow). Условия за него има във вътрешността на стари масивни звезди (червени гиганти).
При s-процеса може да се образува нестабилно ядро, но то се разпада преди поглъщането на следващия неутрон. Поради това при s-процеса могат да се синтезират само ядра до олово и бисмут (атомен номер 82 и 83).

### Образуване на тежки ядра при r-процес
При r-процеса много интензивен и плътен поток неутрони облъчва средни или тежки ядра. Скоростта на това облъчване е толкова висока, че междинните нестабилни ядра нямат време да се разпаднат. Така се получават ядра с много голям атомен номер (свръхтежки ядра).
Междинните ядра по време на облъчването имат по-голям от нормалния брой неутрони и след като интензивността на потока намалее, те се стабилизират чрез различните видове радиоактивно разпадане.
r-процесът позволява да се прескочи интервала от нестабилни елементи от полоний до актиний (атомни номера от 84 до 89) и да се достигне острова от почти стабилни елементи торий и уран (атомни номера 90 и 92).
Условия за протичане на r-процеса възникват само при взрив на свръхнова звезда. На Земята сравнително мощни неутронни потоци могат да се постигнат при взрив на водородна бомба (в отпадъците на такъв взрив е открит елемента калифорний с атомен номер 98).

### Други процеси
Някои изотопи не могат да се образуват по никоя от гореописаните схеми.
В повечето случаи това са богати на протони ядра и образуването им се обяснява със специфични реакции на разцепване на по-голямо ядро при бомбардиране с ускорен протон или с реакция на сливане на протон със сравнително тежко ядро.
Някои от тези реакции протичат в земната атмосфера при бомбардирането и от високоенергийни космически лъчи.
При специални процеси на разцепване (spallation) се образуват 6Li и бор, а също и някои изотопи на берилий, алуминий, неон, хлор и йод.
Със захващане на протон при взрив на свръхнова (p-процес) се обяснява съществуването на някои рядко срещани тежки изотопи като 190Pt и 168Yb.